# Volvocaceae
Volvocaceae, porodica zelenih alga u redu Chlamydomonadales ili Volvocales. Ime je dobila po rodu Volvox, a postoji 68 priznatih vrsta u 16  rodova

## Rodovi
1. Colemanosphaera Nozaki, 2
2. Conradimonas Kufferath, 1
3. Eudorina Ehrenberg, 7
4. Gymnomonas S.Waranabe & T.Nakada 1
5. Hamakko T.Nakada, 1
6. Hemiflagellochloris Shin Watanabe et al., 1
7. Lundiella Y.S.R.K.Sarma & R.Shyam, 1
8. Mastigosphaera Schewiakoff, 1
9. Pandorina Bory, 6
10. Platydorina Kofoid, 1
11. Pleodorina W.R.Shaw, 7
12. Stephanoon Schewiakoff, 3
13. Tabris Nakada, 1
14. Volvox Linnaeus, 31
15. Volvulina Playfair, 3
16. Yamagishiella H.Nozaki1

## Vanjske poveznice
|  | Zajednički poslužitelj ima još gradiva o temi Volvocaceae |
|  | Wikivrste imaju podatke o taksonu Volvocaceae             |